# Neue religiöse Bewegung
Die Bezeichnung Neue religiöse Bewegung oder neureligiöse Bewegung, für die es verschiedene Definitionen gibt, wird für religiöse oder religionsartige soziale Gruppen verwendet, teilweise anstelle des durch kirchlichen Sprachgebrauch eher abwertenden Begriffs „Sekte“. Einige der mittlerweile als neue religiöse Bewegung bezeichneten religiös-weltanschaulichen Gruppen, die insbesondere Jugendliche ansprechen, wurden bis in die 1980er Jahre Jugendreligion genannt.

## Definitionskriterien
Nicht alle hier gelisteten Definitionen treffen auf jede neureligiöse Bewegung zu. Typische Kriterien für neue religiöse Bewegungen sind:
- Die Mitgliedschaft besteht zu großen Teilen aus Konvertiten, die nicht durch Familienzugehörigkeit rekrutiert wurden.[1]
- Die Religionszugehörigkeit ist untypisch in der sozialen Umgebung.
- Mitglieder gehören bestimmten sozialen Gruppen an, häufig der oberen Mittelschicht.[2][3]
- Oft gibt es eine charismatische Führungspersönlichkeit.[2]
- Oft gibt es eine klarere Grenze zwischen Mitgliedern und Nichtmitgliedern, als dies bei Mehrheitsreligionen der Fall ist.[2]
- Häufig wechselnde Organisationsformen.[4]

Wie der Name bereits andeutet, ist insbesondere eine im Vergleich zu etablierten Religionsgemeinschaften relativ kurze Geschichte, sowie eine Abweichung von tradierten Glaubenssystemen ein entscheidendes Wesensmerkmal der neuen religiösen Bewegungen. Gleichwohl finden sich – wie die folgende Übersicht zeigt – hier auch Strömungen mit längerer Tradition.

## Spektren, Strömungen, Erscheinungsformen
- Anthroposophie
- Esoterik
- Freimaurerei (teilweise[6])
- Heidentum sowie Neopaganismus
- Mazdaznan
- Neuoffenbarung
- New Age
- Okkultismus
- Rastafari-Bewegung
- Rosenkreuzer
- Satanismus
- Ufoglaube

## Organisationen
- Aetherius Society
- Agon-shū
- Ahmadiyya
- Aktionsanalytische Organisation
- Al-Ahbāsch
- Ananda Marga
- Anastasia-Bewegung
- Antonianer
- Apostel der unendlichen Liebe
- Aschram Schambaly
- Astrum Argenteum
- Atarashiki Mura
- Barquinha
- Bewegung zur Wiederherstellung der Zehn Gebote
- Bhakti Marga (Religionsgemeinschaft)
- Brahma Kumaris
- Branch Davidians
- Bruno Gröning-Freundeskreis
- Buddhistische Gemeinschaft Triratna
- Bussho Gonenkai Kyōdan
- Caodaismus
- Chen Tao
- Children of God (deutsch: Kinder Gottes)
- Christ Embassy
- Christian Science
- Christliche Universalkirche des Neuen Jerusalem
- Christliche Wissenschaft
- Christliches Centrum Rhema
- Church of Divine Science
- Church of Satan
- Divine Light Zentrum
- Elan Vital
- Eckankar
- Elohim City
- Esoterische Gemeinschaft Sivas
- Falun Gong
- Fiat Lux (neureligiöse Bewegung)
- Ganden Tashi Choeling
- Geistchristentum
- Gemeinde Gottes des Weltmissionsvereins
- Gralsbewegung
- Große Universelle Bruderschaft
- Happy Science
- Hare-Krishna-Bewegung / ISKCON
- Heavenly Culture, World Peace, Restoration of Light
- Heaven’s Gate
- Hellenismos (Religion)
- Hòa Hảo
- Holic-Gruppe
- Humanistische Bewegung
- Indigo-Kinder
- Inflationsheiliger
- Israelite House of David
- Ittōen
- Johannische Kirche
- Kabbalah Centre
- Kawwana – Kirche des Neuen Aeon
- Kenshōkai
- Kirche des Allmächtigen Gottes
- Kirche des Letzten Testaments (Wissarion)
- Kōfukukai Yamagishi-kai
- Kokuchūkai
- Konkōkyō
- Kurozumikyō
- Landmark Worldwide
- Lectorium Rosicrucianum
- Legio Maria
- Licht-Oase
- Liberalkatholische Kirche
- Lumpa-Bewegung
- Makuya
- Marienkinder
- Mazdaznan
- Misanthropic Luciferian Order
- Mukyōkai
- Myōchikai Kyōdan
- Myōdōkai Kyōdan
- Nation of Islam
- Neo-Sannyas (auch Bhagwan / Osho-Bewegung genannt)
- Neue Kirche (Swedenborgianer)
- Neugeist-Bewegung
- Nipponzan-Myōhōji-Daisanga
- Ōmoto
- Ōmu Shinrikyō
- Order of Nine Angles
- Organische Christus-Generation
- Palmarianisch-katholische Kirche
- Peoples Temple (Jonestown-Massaker)
- Raelismus
- Raimundo Irineu Serra
- Reiyūkai
- Religious Science
- Risshō Kōseikai
- Rosenkreuzertum
- Sahaja Yoga
- Sant Mat
- Santería
- Santo Daime
- Scientology-Kirche
- Shincheonji
- Seichō-no-Ie
- Shinji Shūmeikai
- Shinnyo-En
- Siegesaltar
- Sōka Gakkai
- Sonnentempler
- Stamm der Likatier
- Stella Matutina (Orden)
- Subud
- Tanatra
- Temple of Set
- Temple of The Black Light
- Tenrikyō
- Tenshō Kōtai Jingūkyō
- The Process Church of The Final Judgment
- Thelema
- Trainingszentrum zur Freisetzung der Atmaenergie
- Transzendentale Meditation
- Unity Church
- Universelle Weiße Bruderschaft
- Universelles Leben
- Vereinigungskirche (bekannter als „Mun-Sekte“)
- The Way International
- Weiße Bruderschaft (Kiew)
- Weixinismus
- Wissenschaft der Spiritualität
- Won-Buddhismus
- Wort und Geist
- ZEGG
- Die Zeitgeist Bewegung
- Zwölf Stämme (Glaubensgemeinschaft)

## Lage in Deutschland

### Enquete-Kommission
Die 1996 eingesetzte Enquete-Kommission „Sogenannte Sekten und Psychogruppen“ des Deutschen Bundestages verzichtete auf den Begriff „Sekte“. Die Kommission „wendet sich ausdrücklich gegen eine pauschale Stigmatisierung solcher Gruppen und lehnt die Verwendung des Begriffs ‚Sekte‘ wegen seiner negativen Konnotation ab.“ Das deutsche Grundgesetz kennt nur religiöse Vereine, Religionsgesellschaften und Religionsgemeinschaften. Daher gibt es staatsrechtlich „in dieser Beziehung keinen Unterschied zwischen Kirche und anderen religiösen Organisationsformen“.

### Rechtliche Situation
Behandlungen, Therapien und Rituale, die nach Auffassung der Gerichte prinzipiell nicht geeignet sind, einen Schaden zu verursachen, bspw. Handauflegen, Pendelbehandlungen oder Geistheilung, machen keine speziellen rechtlichen Einschränkungen über das Gewerbe- und Vereinsrecht erforderlich, solange den Behandelten nicht von der Inanspruchnahme von Ärzten abgeraten wird.
In diesem Zusammenhang werden seit Längerem so genannte verpflichtende Schutzklauseln im Gesundheitssektor und öffentlicher Verwaltung diskutiert und von privatwirtschaftlich organisierten Unternehmen vereinzelt auch schon angewandt. Diese zielen darauf, dass der Unterzeichnende erklärt, Gedankengut einzelner oder mehrerer Gruppen abzulehnen, um im Fall eines Verstoßes entsprechend der vorgesehenen Vertragsstrafe belangt zu werden. Manche dieser Formulierungen zielen auf bestimmte Organisationen wie Scientology.